# 犀川峡温泉
犀川峡温泉（さいかわきょうおんせん）は、石川県金沢市にある温泉である。

## 泉質
- ナトリウム-塩化物・炭酸水素塩泉
  - 泉温　29.2℃

## 温泉地
金沢の奥座敷である犀川の上流に、旅館「滝亭」が1軒存在する。共同浴場は存在しない。
敷地内には旅館の名の通り、滝亭の滝が流れている。

## 歴史
- 1970年（昭和45年）- 開湯とともに、「滝亭」が開業。

- 2013年（平成25年）- 改築。

## アクセス
- JR北陸新幹線・IRいしかわ鉄道線金沢駅より車で20分。

- 北陸自動車道金沢西ICより、車で30分。